# Dendi

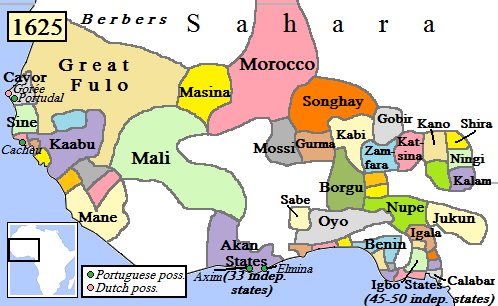
Regne songhai (Dendi) vers 1625

Dendi fou un regne (1591–1901) establert en territori del que avui dia és el sud-oest del Níger i extrem nord-est de Benín fundat pels songhais en enfonsar-se el seu imperi per l'ocupació marroquina.
Després de la conquesta de l'Imperi Songhai pels marroquins el 1591 amb la batalla de Tondibi, els songhais van matar el seu rei i es van reorganitzar al sud, al territori de Dendi, sota un nou sobirà de nom Nuh I, de la mateixa dinastia Askia. La capital es va establir a Lulami i va començar la lluita per restaurar el seu imperi i el seu prestigi. Hi ha molt poques dades entre 1591 i vers 1700. Sembla que els sobirans Askia van mantenir el seu intent d'afeblir la dinastia sadita del Marroc al Mali oriental amb una guerra de guerrilles que amenaçava els recursos i la presència marroquina. El 1609 la ciutat de Djenné es va revoltar contra els seus governadors marroquins amb suport dels reis songhais. Els sadites van poder recuperar la ciutat però mancats de suport des del Marroc aviat la van abandonar quedant en mans dels nòmades tuaregs i fulbes.
El 1612 va pujar al poder a Dendi el rei Askiya al-Amin; el seu regnat va durar sis anys i va anar seguit d'un govern llarg i tirànic d'Askiya Dawud. Dawud va matar molta gent incloent parents i militars; el seu germà Ismail, va fugir a Timbuctú i va demanar suport als sadites per enderrocar-lo. Amb un exèrcit marroquí Ismail va tornar a Dendi i va enderrocar al seu germà el 1639. Quan va intentar reenviar als marroquins que el protegia, fou enderrocat pel pasha o governador que va posar al tron un Askia que considerava més adaptable a les seves ordes. Però una revolta popular el va enderrocar i la política de Dendi es va orientar altre cop a lluitar a Níger i Mali.
En els dos segles següents els governs de Dendi foren en general inestables, amb diversos cops d'estat i contra cops. El regne va subsistir però mai va aconseguir expandir-se sinó que més aviat al contrari. Quan França va arribar a la regió al final del segle xix, Dendi no estava en condicions d'oferir resistència. El 1901 els francesos van deposar el darrer Askia i van acabar amb el regne songhai.